# Имитация
Имитацията (от латински: imitatio, „копиране“) е специфично поведение, при което индивидът наблюдава и повтаря поведение, жестове, облекло и т.н. на друг индивид. Думата имитация може да се приложи в много контексти, от тренирането на животни до международната политика.

## Теории
Има два типа теории за имитацията, трансформационна и асоциативна.